# أوغو باغانو
أوغو باغانو (بالإيطالية: Ugo Pagano) هو اقتصادي إيطالي، ولد في 1951 في نابولي في إيطاليا.